# ريتشارد كاتريليو
ريتشارد كاتريليو (بالإسبانية: Richard Catrileo)‏ (26 يونيو 1992 بسانتياغو في تشيلي - ) هو مدرب كرة قدم ولاعب كرة قدم تشيلي في مركز الوسط. لعب مع نادي كوبريلوا.

## وصلات خارجية
- ريتشارد كاتريليو على موقع قاعدة بيانات كرة القدم.إي يو (الإنجليزية)
- ريتشارد كاتريليو على موقع Soccerway.com (الإنجليزية)
- ريتشارد كاتريليو على موقع AS.com (الإسبانية)